# Ferdinand Schörner
Ferdinand Schörner, nemški feldmaršal, * 12. junij 1892, München, † 2. julij 1973, München. 
Od 25. januarja 1945 je bil vrhovni poveljnik šlezijske fronte in bil 1. marca 1945 povišan v feldmaršala.  
Schörner je bil v času druge svetovne vojne znan po svojem brezobzirnem vojskovanju, zaradi česar je bil priljubljen pri Hitlerju in ta ga je zato nagrajeval in mu v svoji oporoki 30. aprila 1945 celo namenil vrhovno poveljstvo nad nemško armado, Heerom.  
Bil je brutalen tako do nasprotnikov kot do svojih, tistih ki naj ne bi izpolnjevali ukazov. Po vojni so ga obsodili kot vojnega zločinca.
Oprijel se ga je vzdevek Krvavi Ferdinand ali Bluthund.